# کریستو فرناندس
کریستو فرناندِس (اسپانیایی: Cristo Fernández‎؛ ‏ تلفظ اسپانیایی: [feɾˈnandeθ] ()؛ ‏ زادهٔ ۲۷ ژانویهٔ ۱۹۹۱) بازیگر، هنرمند و بازیکن سابق فوتبال اهل مکزیک است. وی از سال ۲۰۱۶ میلادی تاکنون مشغول فعالیت بوده‌است. وی به‌غیر از زبان مادری‌اش (اسپانیایی) به‌خوبی به زبان‌های انگلیسی، آلمانی، فرانسوی و ایتالیایی سخن می‌گوید. او از سن ۳ سالگی به فوتبال علاقمند شد. سرانجام به باشگاه فوتبال تکوس اف.سی. مکزیک راه یافت.
از فیلم‌ها یا برنامه‌های تلویزیونی که وی در آن نقش داشته‌است، می‌توان به تد لاسو، مرد عنکبوتی: راهی به خانه نیست و تبدیل‌شوندگان: ظهور جانوران اشاره کرد.